# Charles Henry Stanley

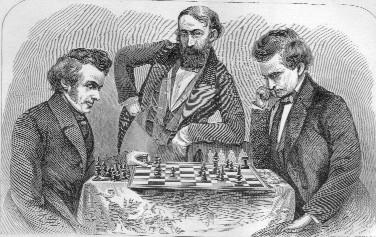
Charles Stanley (links) und John Turner (rechts) während ihres Wettkampfes in Washington 1850 – als Zuschauer J. J. Löwenthal

Charles Henry Stanley (* September 1819 in Brighton, England; † 6. Oktober 1901 in New York City) war ein englischstämmiger US-amerikanischer Schachmeister und der erste offizielle Champion der USA.
Bereits in England war Stanley ein leidenschaftlicher Schachspieler. 1839 schlug er in einem Vorgabewettkampf Howard Staunton in London mit 3,5:2,5 (+3 =1 −2), bei dem Staunton Bauer und Zug vorgab. Stanley reiste 1842 aus England in die USA ein und nahm New York City als seinen Wohnsitz, wo er im Britischen Konsulat arbeitete. Er popularisierte das Schachspiel in der Neuen Welt auf verschiedene Weisen, so redigierte er als erster eine ständige Schachspalte in der Tageszeitung The Spirit of the Times (1845–1848), in der er die erste Schachaufgabe in den USA veröffentlichte. 1846 gab er das erste US-amerikanische Schachmagazin, das American Chess Magazine, heraus, welches allerdings wegen ökonomischer Schwierigkeiten schon ein Jahr später aufgegeben werden musste. Im gleichen Jahr publizierte er das Buch 31 Games of Chess, das erste US-amerikanische Buch über einen Schachwettkampf. 1855 organisierte Stanley das weltweit erste Schachkompositions-Turnier.
1845 spielte Stanley in New Orleans gegen Eugène Rousseau einen Wettkampf um das erstmals ausgespielte Championat der USA. Stanley siegte nach 31 Partien mit 19:12 (+15 =8 −8) und wurde der erste offizielle Champion der USA. Unter den Zuschauern des Wettkampfes befand sich auch der 8-jährige Paul Morphy, dessen Onkel Sekundant von Rousseau war. Paul Morphy nahm Stanley 1857, nach seinem Sieg im ersten Kongress der USA in New York, den Titel ab. Die klare Unterlegenheit Stanleys zeigte sich darin, dass er sein US-Championat gegen Morphy in einem Wettkampf mit Vorgabe von Zug und Bauer verteidigte, dennoch unterlag er 1:4. Den errungenen Preis in diesem Wettkampf überreichte Morphy Stanleys Frau. 1859 erschienen seine Bücher The Chess Player's Instructor und Morphy’s Match Games. 1860 reiste Stanley zurück nach England, wo er im gleichen Jahr in Cambridge Zweiter beim 3. Britischen Schachkongreß nach Ignaz von Kolisch wurde. 1861 gewann er ein Turnier in Leeds. Von 1860 bis 1862 leitete er Schachspalten in den Zeitungen Manchester Express and Guardian. Später fuhr er wieder in die USA. 1868 unterlag er George Henry Mackenzie in einem Wettkampf in New York.
Stanley litt bis an sein Lebensende an der Alkoholkrankheit. Er verbrachte seine letzten 20 Lebensjahre in verschiedenen Heilanstalten.